# 1975 en sport automobile
Chronologie du Sport automobile
1974 en sport automobile - 1975 en sport automobile - 1976 en sport automobile

## Les faits marquants de l'année1975enSport automobile
- Niki Lauda remporte le Championnat du monde de Formule 1 au volant d'une Ferrari.

## Par mois

### Janvier
- 12 janvier, (Formule 1) : le Brésilien Emerson Fittipaldi gagne le Grand Prix automobile d'Argentine 1975.
- 26 janvier, (Formule 1) : Grand Prix automobile du Brésil.

### Février
- 15 février, (Rallye automobile) : arrivée du Rallye de Suède.

### Mars
- 1er mars, (Formule 1) : Grand Prix automobile d'Afrique du Sud.
- 16 mars : Race of champions
- 31 mars, (Rallye automobile) : arrivée du Rallye Safari.

### Avril
- 27 avril (Formule 1) : Grand Prix automobile d'Espagne.

### Mai
- 11 mai (Formule 1) : Grand Prix automobile de Monaco.
- 25 mai
  - (Formule 1) : Grand Prix automobile de Belgique.
  - 500 miles d'Indianapolis.
- 31 mai (Rallye automobile) : arrivée du Rallye de l'Acropole.

### Juin
- 8 juin (formule 1) : Grand Prix automobile de Suède.
- 14 juin : départ de la quarante-troisième édition des 24 Heures du Mans.
- 15 juin : victoire de Jacky Ickx et Derek Bell aux 24 Heures du Mans.
- 22 juin (formule 1) : Grand Prix automobile des Pays-Bas.
- 28 juin (Rallye automobile) : arrivée du Rallye du Maroc.

### Juillet
- 6 juillet (Formule 1) : victoire de l'autrichien Niki Lauda sur une Ferrari au Grand Prix automobile de France.
- 19 juillet (Formule 1) : Grand Prix automobile de Grande-Bretagne.
- 21 juillet (Rallye automobile) : arrivée du Rallye du Portugal.

### Août
- 3 août (Formule 1) : Grand Prix automobile d'Allemagne.
- 17 août (Formule 1) : Grand Prix automobile d'Autriche.
- 24 août : Grand Prix automobile de Suisse.
- 31 août (Rallye automobile) : arrivée du Rallye de Finlande.

### Septembre
- 7 septembre (Formule 1) : Grand Prix automobile d'Italie 1975.

### Octobre
- 5 octobre (Formule 1) : Grand Prix automobile des États-Unis.
- 10 octobre (Rallye automobile) : arrivée du Rallye Sanremo.

### Novembre
- 9 novembre (Rallye automobile) : arrivée du Tour de Corse.
- 26 novembre (Rallye automobile) : arrivée du Rallye de Grande-Bretagne.

## Naissances

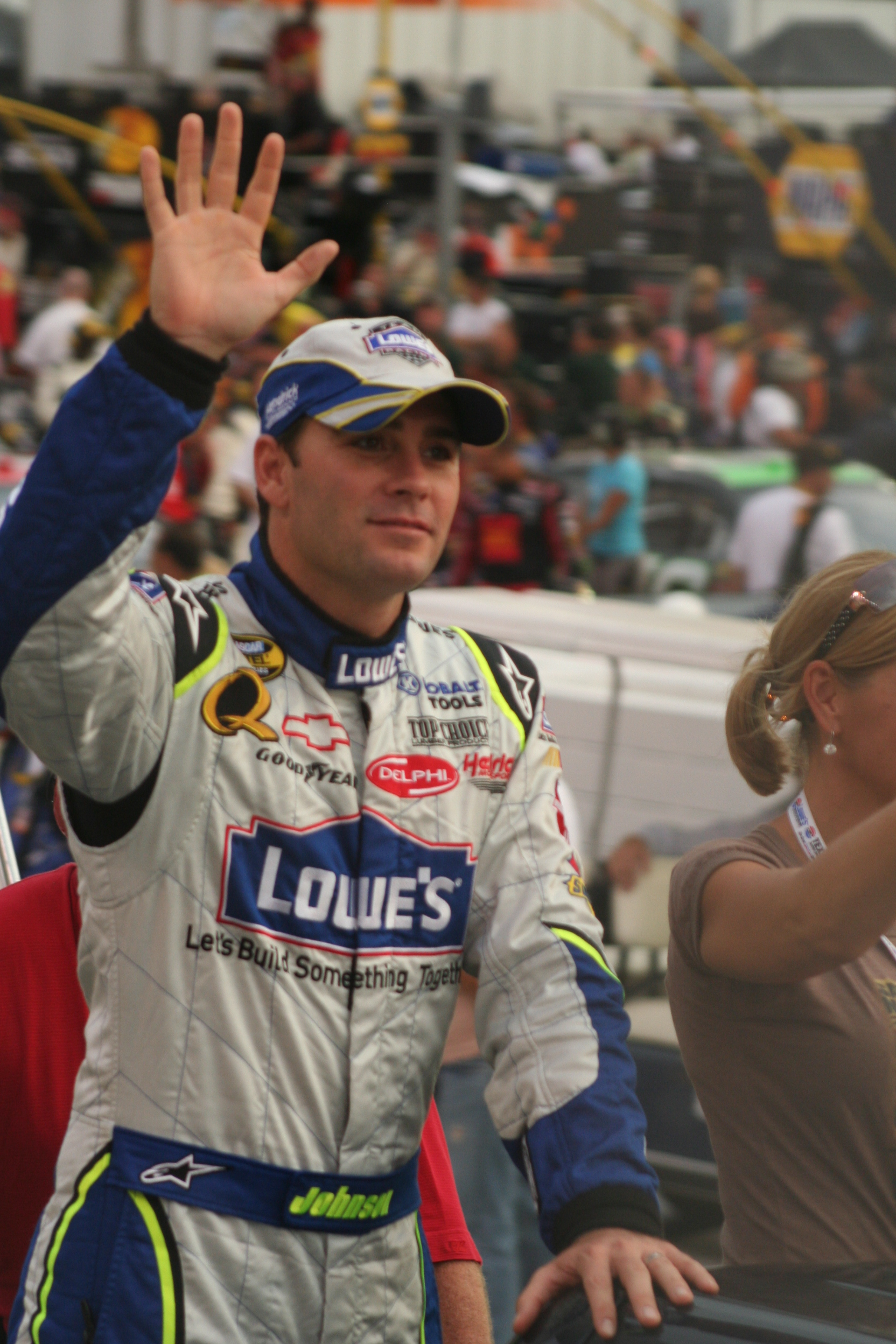
Jimmie Johnson en 2007.

- 20 janvier : Norberto Fontana, pilote automobile argentin.
- 21 janvier : Yuji Ide, pilote automobile japonais.
- 22 janvier : Felipe Giaffone,  pilote automobile brésilien.
- 23 février : Karel Trojan, pilote automobile tchèque de rallyes.
- 5 mars : Luciano Burti, pilote automobile brésilien.

- 24 mars : Fabrizio Gollin, pilote automobile italien.
- 31 mars : Toni Gardemeister, pilote automobile (rallye) finlandais.
- 5 avril : Larry Cols, pilote  de rallye belge.
- 9 avril : Frank Stippler, pilote automobile allemand.
- 15 avril : Paul Dana, pilote automobile américain.  († 26 mars 2006).
- 22 avril : Greg Moore, pilote automobile canadien.  († 31 octobre 1999).
- 30 avril : Darren Manning, pilote automobile anglais.
- 4 mai : Frédéric Fatien, pilote automobile et homme d'affaires franco-ivoirien.
- 8 mai : Gastón Mazzacane, pilote automobile argentin.
- 10 mai : Helio Castroneve, pilote automobile brésilien, a notamment remporté à trois reprises les 500 Miles d'Indianapolis.
- 22 mai : Janne Tuohino, pilote de rallyes.
- 23 mai : Jon Fogarty, pilote automobile américain.
- 29 mai : Jörg Weidinger, pilote de courses de côte et sur circuits allemand.
- 30 juin : Ralf Schumacher, pilote automobile allemand.
- 7 juillet : Mark Champeau, pilote de rallye automobile.
- 2 août : Dimitar Iliev, pilote de rallyes bulgare.
- 17 septembre : Jimmie Johnson, pilote automobile américain.
- 20 septembre : Juan Pablo Montoya, pilote automobile colombien.
- 26 septembre : Marco Cioci, pilote automobile italien.
- 2 novembre : Jérémie Dufour, pilote automobile français.

- 28 novembre : Giuseppe Cirò, pilote automobile italien.
- 18 novembre : Kristian Poulsen, pilote automobile danois.
- 1er décembre : Mario Domínguez, pilote automobile mexicain.

- 8 décembre : David Vršecký, pilote automobile tchèque sur circuits à bord de camions.
- 22 décembre : Khaled Al Qubaisi,  pilote automobile émirien.

## Décès

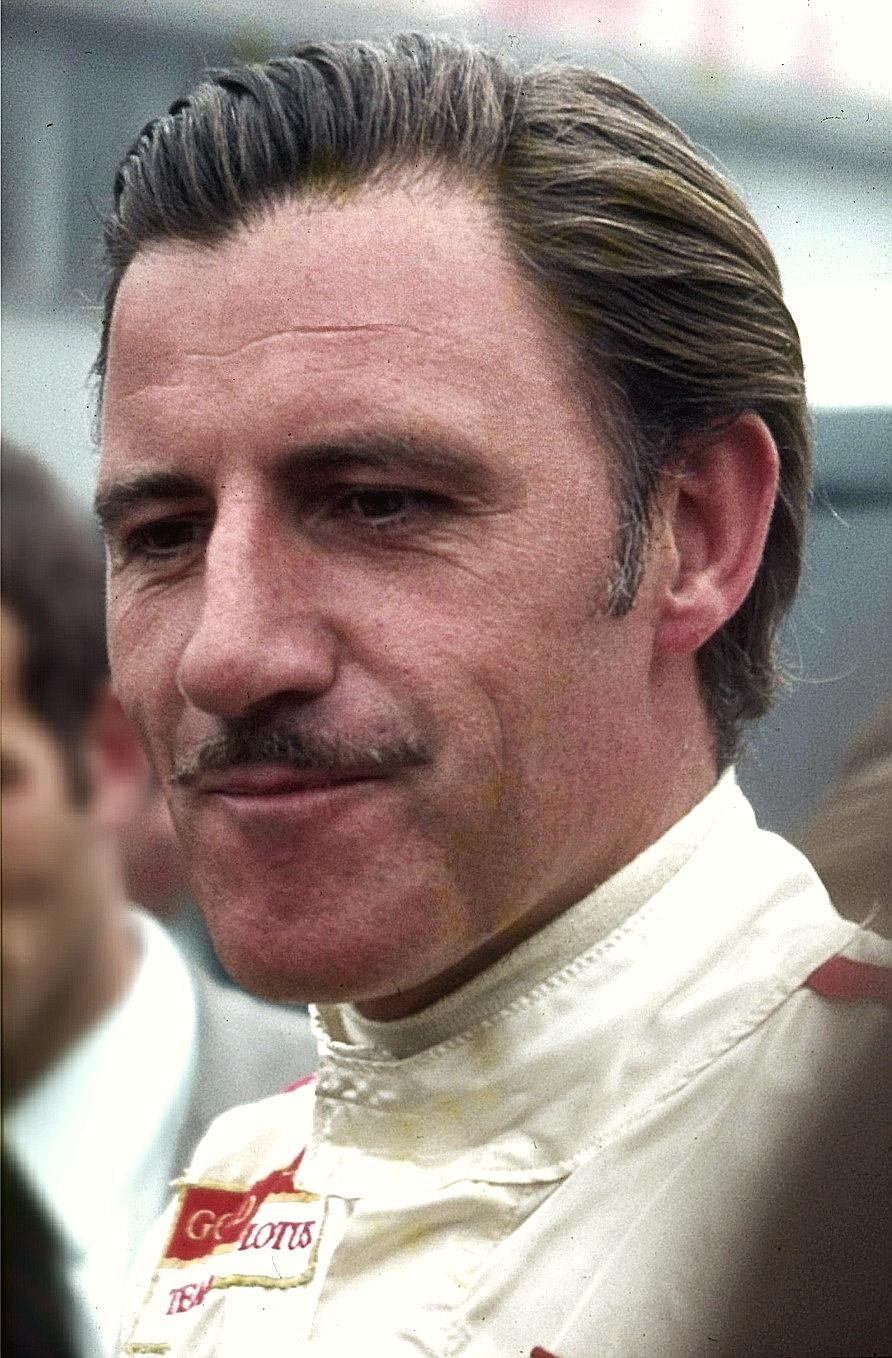
Graham Hill en 1969.

- 17 juillet : Joseph Charles Georges "José" Scaron, pilote automobile franco-belge, (° 19 avril 1895).
- 19 août : Mark Donohue, pilote automobile américain. (° 19 août 1975).
- 13 septembre : Jack Lawson Dunfee, pilote automobile anglais, (° 19 octobre 1901).
- 15 septembre  :  Franco Bordoni, aviateur italien, également pilote de course automobile, (° 10 janvier 1913).
- 29 novembre : Graham Hill, 46 ans, pilote automobile anglais, champion du monde de Formule 1 en 1962 et 1968. (° 15 février 1929).
- 16 décembre : Luigi Platé, pilote de course automobile italien. (° 3 septembre 1894).
- 30 décembre : Hermann Paul Müller, pilote automobile, un pilote motocycliste et un pilote de side-car allemand. (° 21 novembre 1909).